# Église de Vieremä
L'église de Vieremä (en finnois : Vieremän kirkko) est une église luthérienne construite à Vieremä en Finlande,.

## Présentation
L'édifice conçu par Ilmari Launis est terminé en 1919. 
Il peut accueillir 860 personnes.
En 1960, la surface de l'église est de 298 m2. 
Sur l'autel on peut voir la sculpture d'Eva Ryynänen intitulée Crucifix. 
Les cloches datent de 1919. 
L'orgue à 14 jeux est de la fabrique d'orgues de Kangasala, fabriqué en 1920 et rénové en 1959.